# Televiziune

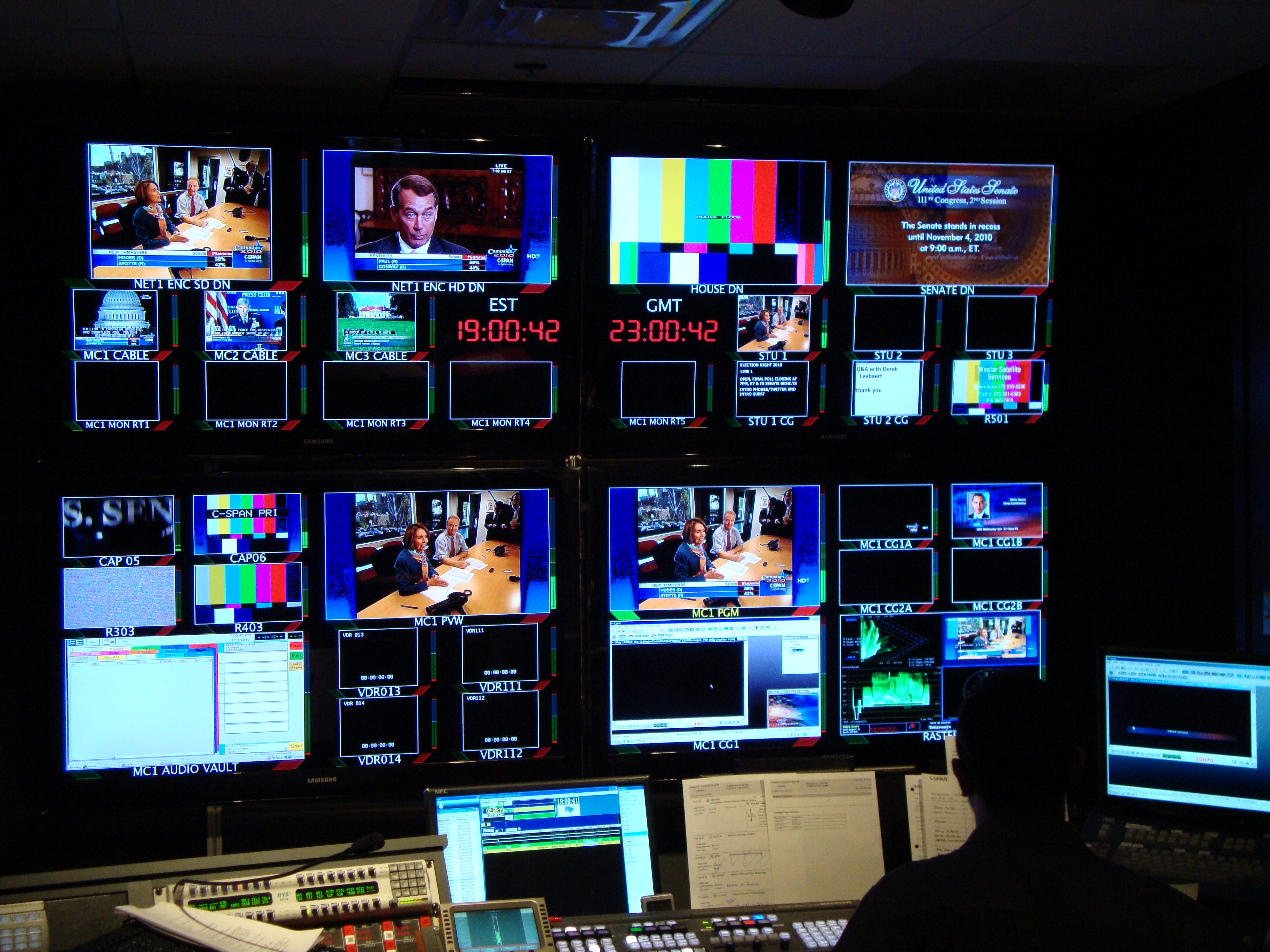
Regia tehnică a unei televiziuni moderne

Televiziunea (prescurtat TV, în engleză: television) poate fi definită ca un ansamblu de principii, metode și tehnici utilizate pentru transmiterea electrică pe un canal de comunicație a imaginilor și sunetelor în mișcare. 

## Istoric
Ca și radioul, televiziunea  este o invenție a perioadei interbelice, deși primele principii au început să se studieze încă din secolul al XIX-lea. După ce inventatorii au găsit căi de transmitere a sunetului prin radio și telefon, au început să caute metode de transmitere a imaginii. În prima parte a secolului al XX-lea s-au pus bazele ideii de televiziune. Au fost 2 inventatori independenți care au pus bazele sistemului de televiziune: Philo Farnsworh și Vladimir Zworykin. În 1927, Philo, în vârstă de numai 20 de ani, a transmis primele imagini electronice în laboratorul lui din San Francisco. Imaginile au fost o simplă linie neagră care doar a fost rotită ca să se vadă dacă televiziunea poate înregistra și produce mișcarea ei. Prima televiziune nu a avut sunet și imaginea era alb-negru, fără alte culori. Primul televizor s-a vândut în Statele Unite în 1938. Din 1960 s-au introdus: televiziunea color, sunetul stereo și a apărut televiziunea prin cablu care permite recepționarea mai multor canale de televiziune de la mai multe stații. Au trecut mai mult de șaizeci de ani de când, pe un ecran sferic, apărea prima imagine a unei prezentatoare. Televiziunii îi vor trebui mai puțin de zece ani pentru a evolua de la faza încercărilor de laborator la un început de realitate industrială. Imediat după terminarea războiului lucrurile se precipită: echiparea cu astfel de aparate se face într-un ritm alert, astfel că în 1951, în S.U.A. existau 10 televizoare la 100 de locuitori, iar în Marea Britanie, 3 televizoare la același număr de locuitori. În 1951, televiziunea apare și în țări considerate drept sărace, cum ar fi Cuba, Mexic sau Brazilia.
Televizorul este un obiect considerat de unii central în casele a peste două miliarde de oameni. Din punct de vedere tehnic, televizorul asigură două funcții: prima este aceea de a recepționa informații electrice codificate. Aceste semnale sunt selectate, amplificate și tratate corespunzător, uneori cu ajutorul telecomenzii. Cealaltă funcție constă în a transforma aceste semnale, după ce au fost selectate și modulate, în imagini care să capteze ochiul și urechea telespectatorului.

### Smart TV
Apariția televiziunii digitale a permis inovații precum televizoarele inteligente. Un televizor inteligent, denumit uneori televizor conectat sau televizor hibrid, este un televizor sau set-top box cu caracteristici integrate Internet și Web 2.0 și este un exemplu de convergență tehnologică între computere, televizoare și set-top box-uri. Pe lângă funcțiile tradiționale ale seturilor de televiziune și set-top box-urilor furnizate prin intermediul suporturilor tradiționale de radioteleviziune, aceste dispozitive pot de asemenea să furnizeze servicii de Internet TV, interactive media online, conținut de top, precum și media streaming la cerere și acces la internet. Aceste televizoare sunt pre-încărcate cu un sistem de operare.
Smart TV nu ar trebui să fie confundată cu Internet TV, Internet Protocol (IPTV) sau cu Web TV. Televiziunea pe Internet se referă la recepționarea conținutului de televiziune pe internet în loc de sistemele tradiționale - terestre, prin cablu și prin satelit (deși internetul este primit prin aceste metode). IPTV este unul dintre standardele emergente ale tehnologiei de televiziune pe internet pentru utilizarea de către radiodifuzorii de televiziune. Televiziunea web (Web TV) este un termen folosit pentru programele create de o mare varietate de companii și persoane fizice pentru a fi difuzate pe Internet TV. Un prim brevet a fost depus în 1994 (și a fost prelungit în anul următor) pentru un sistem de televiziune "inteligent", legat de sistemele de prelucrare a datelor prin intermediul unei rețele digitale sau analogice. Pe lângă faptul că este legată de rețelele de date, un punct cheie îl reprezintă capacitatea de a descărca automat rutinele software necesare, în funcție de cererea unui utilizator, și de a-și procesa necesitățile. Producătorii principali de televiziune au anunțat producția de televizoare inteligente numai pentru televizoarele de mijloc și de ultimă generație în 2015.

## Standarde de difuzare

Repartizarea în lume a sistemelor de codificare a informației de culoare

Modul de transmitere a semnalelor de televiziune este strâns legat de tehnologiile disponibile pentru implementarea sistemelor de înregistrare, procesare și difuzare către publicul larg a emisiunilor produse. Într-o emisiune de televiziune analogică, parametrii semnalului de televiziune: luminozitatea, culorile și sunetul sunt reprezentate de amplitudinea, faza și frecvența unui semnal analogic. 
Semnalele analogice sunt acele semnale care variază într-un interval continuu de valori posibile, dar la achiziția, procesarea și transmiterea semnalelor intervin o mulțime de limitări și de semnale perturbatoare exterioare (zgomote electronice și interferențe) sau altele generate chiar de echipamentele utilizate. Un sistem de televiziune analogic preia semnalele de luminanță, crominanță (într-un sistem standardizat de culoare), semnale adiționale de sincronizare (pe orizontală și pe verticală), plus semnale audio aferente și le trimite ulterior printr-o transmisie ce utilizează unde radio către telespectatori. Sistemul de transmisie cu unde radio include de asemenea și posibilitatea unui mijloc de selectare a canalului de televiziune pentru care telespectatorul optează. 
De-a lungul timpului au fost dezvoltate mai multe standarde și sisteme pentru televiziunea analogică, care au rolul de a determina parametrii necesari semnalelor utile, începând cu numărul de linii de scanare, frecvența de afișare pe verticală (numărul de cadre), lățimea benzii de radiofrecvență ocupată de transmisia semnalului (lățimea canalului), gama de frecvențe, lățimea de bandă video, tipul de modulație sau separarea între purtătoarea de semnal video și purtătoarea semnalului audio.
Ulterior, la apariția sistemelor de televiziune în culori, sistemele de înregistrare și redare a informației de culoare au utilizat pentru codificare cu una dintre cele trei scheme de codare a culorilor: NTSC, PAL sau SECAM.

## „Victime”

### Cinematograful
În 1946 în SUA și Marea Britanie un adult se ducea la cinematograf, în medie, de treizeci de ori pe an. Departe de a fi mulțumită că a luat locul cinematografiei, televiziunea tinde chiar să absoarbă cinematografia ca activitate economică. După ce a distrus, nu cinematografia, ci independența economică a acesteia, televiziunea se hrănește din substanța cinematografiei și o menține în stare de supraviețuire.

### Mijloacele de informare în masă
Ele sunt radioul și presa. Radioul încă mai deține supremația, prin calitatea sunetului FM stereo și prin prețuri modice. În ceea ce privește presa, televiziunea s-a lovit de o fortăreață mai veche decât radioul. Așa a apărut un segment înfloritor, și anume cel al „ghidurilor TV”. Metoda de luptă a grupurilor de presă este „If you can't beat them, join them” (dacă nu poți să-i învingi, alătură-te lor).

### Războiul televiziunilor
Televiziunea americană își depășește vecinele, canadiană, mexicană, sud-americană. Ea este cea mai veche, cea mai bogată, cea mai diversificată, cea mai privită. O glumă a specialiștilor în domeniu sună în felul următor: „Oare televiziunea americană este un pleonasm?”. Este dificil să susții contrariul, mai ales că americanii au inventat mare parte din tot ce ține de televiziune, de la tehnologii de transmitere și prezentare a informației (televizoare, cablu, sateliți), până la modalitățile de reglementare cum ar fi: măsurarea audienței sau sistemele de rețele. Resursele de care dispun posturile de televiziune americane sunt de patru ori mai mari decât cele alte posturilor japoneze, a doua piață în domeniu. Cu aproximativ de patru ori mai multe cămine decât Franța, ea este de 12 ori mai bogată. Acest lucru îi permite să investească mai multe fonduri într-un episod al unui serial TV, decât poate investi cinematografia europeană într-un lung metraj obișnuit, sau să transmită la anumite evenimente cu mai mulți comentatori pe o rețea decât are în total un mare post european. 
Rezistența europeană - Televiziunile europene au în spate o lungă tradiție de cooperare. Încă din 1946 țările din Vest și Est au format OIRT pentru a folosi echitabil undele electromagnetice. Războiul Rece a determinat țările din Europa de Vest să formeze UER (Uniunea Europeană de Radiodifuziune) ale cărei obiective sunt de a reglementa și facilita schimburile de programe și de a negocia, în numele țărilor membre, contractele de retransmitere a evenimentelor televizate care au loc în afara zonei europene. UER își va afla legitimitatea în bursa de schimburi de actualitate, sub numele de „Eurovision". Se poate spune că din motive financiare și culturale, în același timp, televiziunile publice nu mai sunt în măsură să promoveze o televiziune pan-europeană.
În concluzie, unii estimează că deceniile viitoare, vor fi dominate de două fenomene, și anume: dizolvarea modelelor europene în favoarea modelelor americane și dezvoltarea intensivă și extensivă a televiziunii în lumea a treia. O importantă contribuție la aceste două evoluții își va aduce dezvoltarea tehnologiei sateliților.
Din punct de vedere economic, televiziunea este o filieră organizată în jurul a două piețe:
- Piața primară – Aceasta este locul de schimb între difuzorii și consumatorii de televiziune, adică telespectatorii. Contra unui abonament, telespectatorul are acces la imagini ordonate într-o grilă de programe.
- Piața secundară - Reunește aceiași difuzori și programatori, cu producătorii de programe, originale sau de ocazie, care compun grila.

Locul televiziunii este bine definit în peisajul mijloacelor de informare în masă și a avut efecte majore asupra altor modalității de transmitere a informației cât și, implicit, asupra telespectatorilor.